# Şenyayla
Şenyayla ist ein Dorf im Landkreis Baklan der türkischen Provinz Denizli. Şenyayla liegt etwa 69 km nordöstlich der Provinzhauptstadt Denizli und 7 km nordöstlich von Baklan. Şenyayla hatte laut der letzten Volkszählung 25 Einwohner (Stand Ende Dezember 2010).